# Eliane Esther Bots
Eliane Esther Bots, née en 1986, est une plasticienne et réalisatrice néerlandaise.

## Biographie
Eliane Esther Bots étudie les arts à l'Université des arts d'Utrecht (en). En 2012, elle est en France pour suivre le programme Documentaire et art contemporain à l'École européenne supérieure de l’image. En 2016, elle complète ses études et se spécialise en cinéma à la Netherlands Film Academy (en) d'Amsterdam. Chaque film est vécu comme une expérience entre elle-même et les personnages du film. Elle laisse une grande part à l'improvisation. Elle travaille sur les conflits et les migrations. Elle s'intéresse aux récits narratifs des protagonistes. Pour The Channel et In Flow of Words, réalisé en 2021, elle s'attache à Alma, Besmir et Nenad, tous les trois interprètes du Tribunal pénal international pour l'ex-Yougoslavie à La Haye et leur rôle d'intermédiaire entre les orateurs et les auditeurs, entre les témoins et les accusés.

## Films
- The captain and the boy, 2012
- The Dome & The Cone of Silence, 2012
- The Keeper, 2014
- We can't come from nothing, 2014
- The Brick House, 2016
- Cloud Forest, 2019
- The Channel, 2020
- In flow of words, 2021

## Prix et distinctions
- Meilleure réalisation, Festival international du film de Locarno, 2021
- Mention Spéciale, Festival International du film de Dublin, 2022
- Meilleur documentaire, Festival international du court-métrage de Clermont-Ferrand, 2022